# 瀬戸貢一
瀬戸 貢一（せと こういち、1959年4月4日 - ）は、日本の実業家。IJTT代表取締役社長。元イスズ・モータース・アジア取締役社長。

## 経歴
神奈川県出身。1983年、横浜国立大学教育学部卒業後、いすゞ自動車入社。2005年、中国事業部長、2008年、事業推進部長、2012年、イスズ・モータース・アジア取締役社長、2014年、いすゞ自動車ＰＴ事業部門統括補佐。2019年、いすゞ自動車取締役常務執行役員。2022年6月よりIJTT株式会社代表取締役社長に就任した。

## 人物
【趣味】音楽、料理
【好きな言葉】Stay gold
【思い入れのある車】フロンテラ欧州展開のＦＳを行った経験より「ロデオ（北米）／フロンテラ（欧州）」北米と英国で生産したＳＵＶ兄弟車。